# Nová Ves I
Nová Ves I là một làng thuộc huyện Kolín, vùng Středočeský, Cộng hòa Séc.Nơi đây có khoảng 1.300 cư dân.

## Bộ phận hành chính
Làng Ohrada là một phần hành chính của Nová Ves I.